# 長江
長江（ちょうこう、チャンジアン、簡体字中国語: 长江、拼音:  Cháng Jiāng）は、中華人民共和国青海省のチベット高原を水源地域とし、中国大陸の華中地域を流れ東シナ海へと注ぐ川である。全長は6,300 kmで、中華人民共和国およびアジアで最長、世界でもナイル川、アマゾン川に次ぐ第3位の大河である。
中国国外では、最下流部の異称である「揚子江」（ようすこう、簡: 扬子江、拼音:  Yángzǐ Jiāng、英: Yangtze River）の名で良く知られる。古語では江（こう）。音訳する場合は「長」のみを音訳しチャン川 (Chang River) とすることもあるが、「江」が本来の河川名であることから、（他の中国の河川を「片仮名+川」とする場合でも）チャンチアンとすることもある。
青海省のタンラ山脈からチベット高原、四川盆地、三峡を経て湖北省宜昌市に至るまでが長江上流（最上流の通天河、四川西部の金沙江、四川東部の川江）、宜昌から江西省湖口県までが中流（荊江）、湖口から上海市の東シナ海河口までが下流（揚子江）にあたる。
その流域には成都、武漢、重慶などの重要工業都市、上海、南京などの商業都市を含む中国の19の省（市、自治区）があり、全流域の人口は約4億5000万にも達している。古くから水上交易の盛んだった華中でも中心的な交通路として利用されてきた。

## 名称

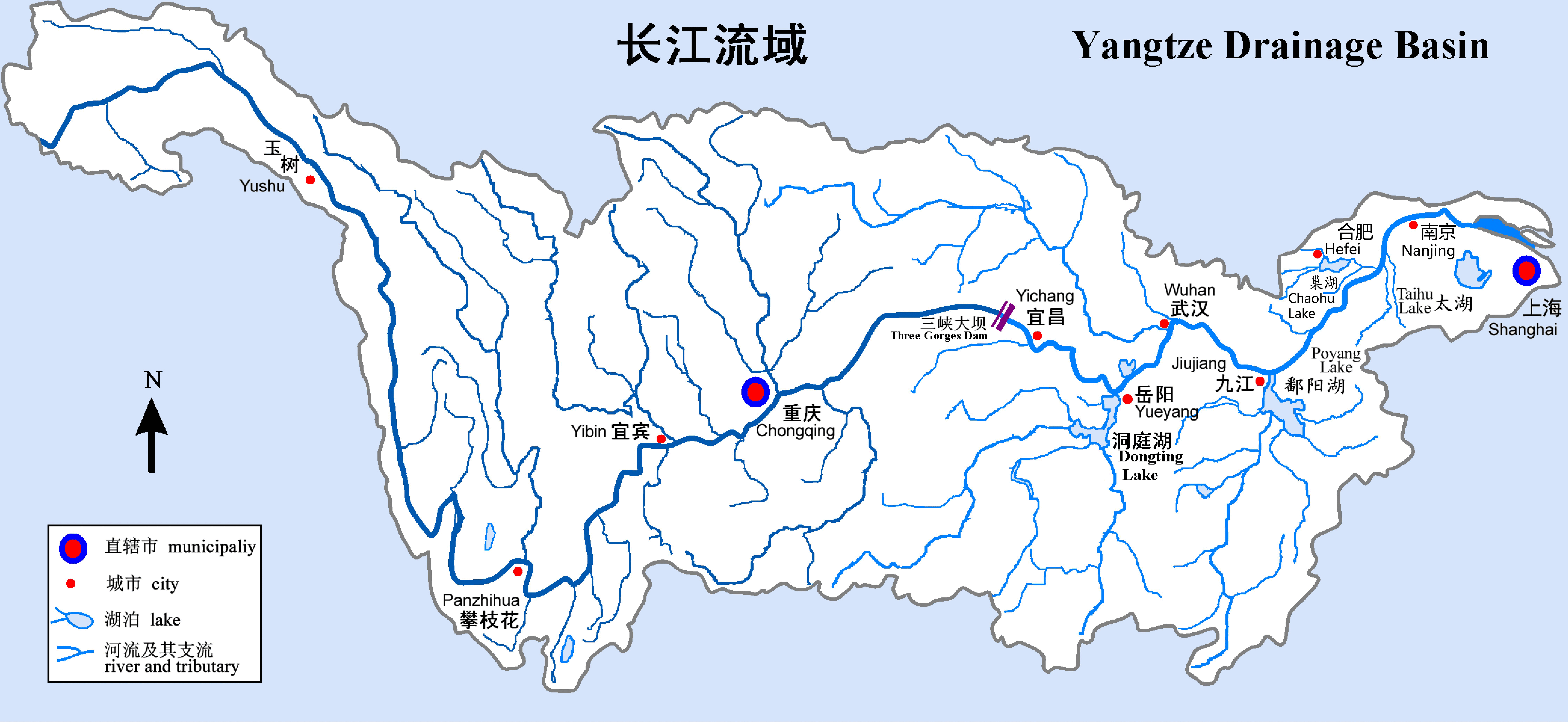
長江流域

上流部は金沙江（きんさこう）またはディチュ河（チベット語: vbri-chu、འབྲི་ཆུ་、「母ヤクの川」）、下流部は揚子江（ようすこう、中国語拼音字母:  Yáng zǐ Jiāng）とも呼ばれる。後者は本来は揚子橋という橋の名前だったが、西洋人により長江全体の名前として誤用された（英語の「Yangtze」など）。
河と江は本来固有名詞であり、「河」は黄河を、「江」は長江を意味する。長江南岸の湿潤な稲作地帯は「江南」と呼ばれ、中国大陸南部の東海岸地域は「江東」となる。

## 流域の地形

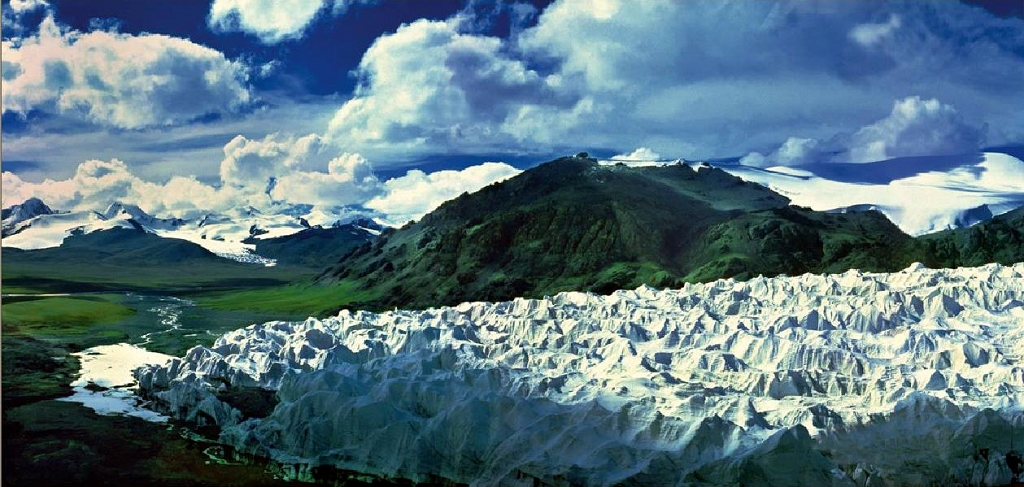
長江源流、タンラ山脈の氷河

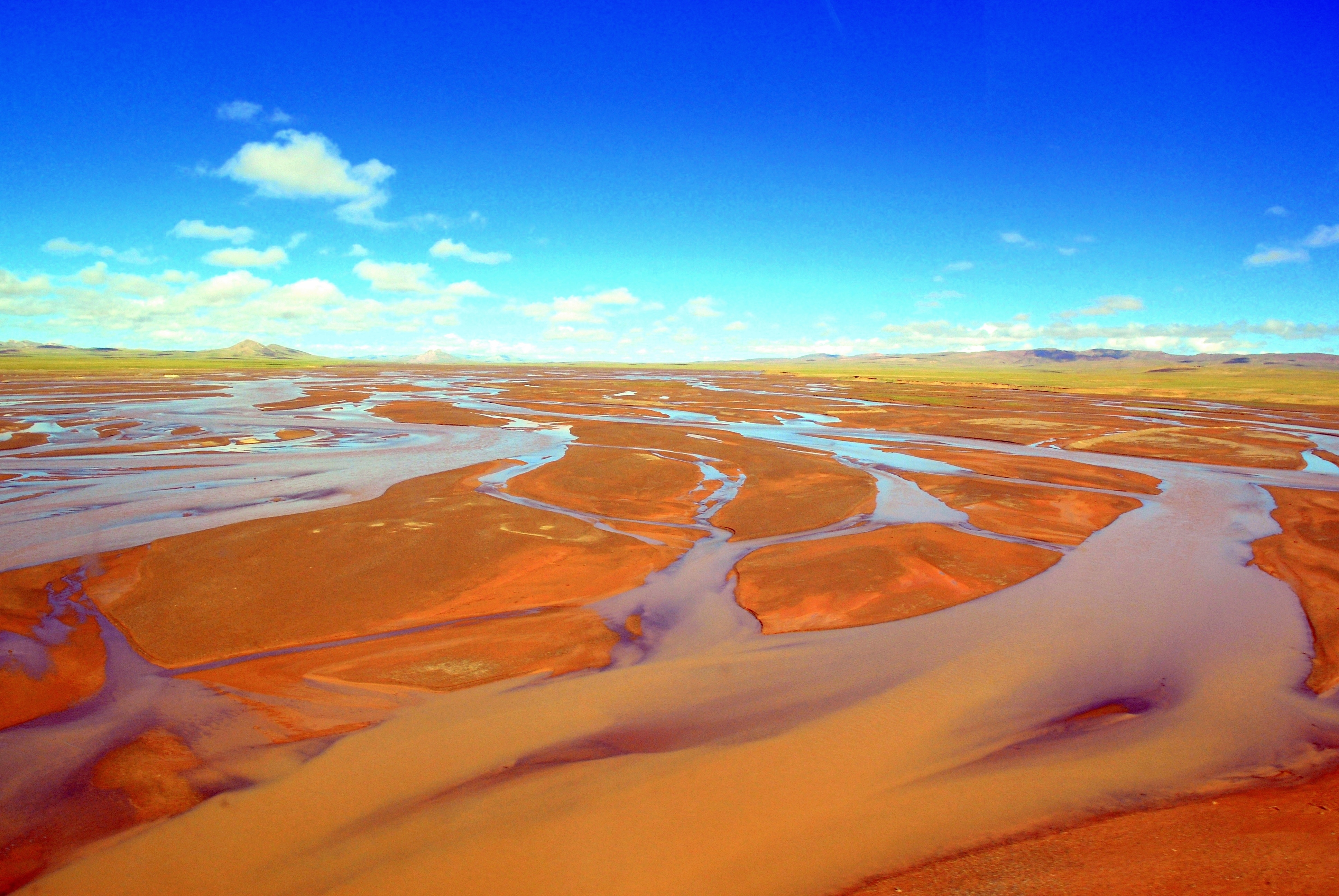
チベット高原（青海省）。青蔵鉄道が上流を渡る。

長江流域は、中国中部・南部の広い範囲を覆っており、源流から河口の標高差は5,400 mに達し、その地形も高原、褶曲山脈、低い山地・丘陵、盆地、平野など多岐にわたる。流域は、西部の高原・高山地区、中部の中山・低山地区、東部の丘陵・平原地区に大きく分けられる。
まず四川省の広元市と雅安市を結ぶ線から西は高原・高山地区であり、さらに二つに分けることができる。すなわち、水源近くの標高5,000 mから4,000 mのチベット高原を流れる地域と、四川省西部の標高5,000 mを超える褶曲山脈（横断山脈）に囲まれた険しい峡谷を流れる地域である。こうした山地はプレートがぶつかり合っている場所で、地震活動も活発である。
湖北省襄陽市・宜昌市・凱里市より西は中部の中山・低山地区で、さらに三つに分けることができる。北側の四川省・陝西省・湖北省をまたぐ秦嶺山脈、大巴山脈、南側の湖北省・湖南省・貴州省をまたぐ鄂黔山地、これらに挟まれた四川盆地の三地区である。
宜昌より東は東部の丘陵・平原地区で、さらに三つに分けることができる。北側の淮陽低山丘陵、南側の江南低山丘陵、その間の長江中下流平原である。このほか、様々な平野や盆地にこれらを分けることができる。たとえば武漢周辺の長江と漢水が交わるあたりの江漢平原、湖南省の洞庭湖平原、江西省の鄱陽湖平原、安徽省の巣湖平原、江蘇省の長江デルタなどは本流沿いの地形で、支流沿いには漢中盆地、南陽盆地などがある。
流域の周りは山地に囲まれている。流域の北には崑崙山脈、バヤンカラ山脈（巴顔喀拉山脈）、秦嶺山脈、大巴山脈があり、南には南嶺山脈、武夷山脈、天目山脈がある。

## 各部分

### 源流域と通天河
青海省南部には、長江の源流とされる三つの川がある。一番の源流（本源）がタンラ山脈（唐古拉山脈）の氷河に発する沱沱河（トト河）、南の源流（南源）がタンラ山脈東部の広大な沼地帯に発する当曲（ダムチュー）、北の源流（北源）が野生生物の多いフフシル山地に発する楚瑪爾河（チュマル河）である。
これらの川は、タンラ山脈の北に広がるチベット高原北東部の地帯の峡谷を流れる。途中で沱沱河は当曲と合流して通天河となり、曲麻萊県の西部で楚瑪爾河とも合流する。通天河は沱沱河と当曲の合流地点から玉樹チベット族自治州の巴塘河口までの813キロメートルの区間である。巴塘河口からは金沙江と名が変わる。
長江の源流については長年考察が加えられてきたが、明代に地理学者・徐霞客が金沙江を源流とする論考を残し、さらに清代には通天河の存在も知られるようになった。1956年と1977年の長江源流域調査により、沱沱河が長江の源流と定められた。

### 金沙江

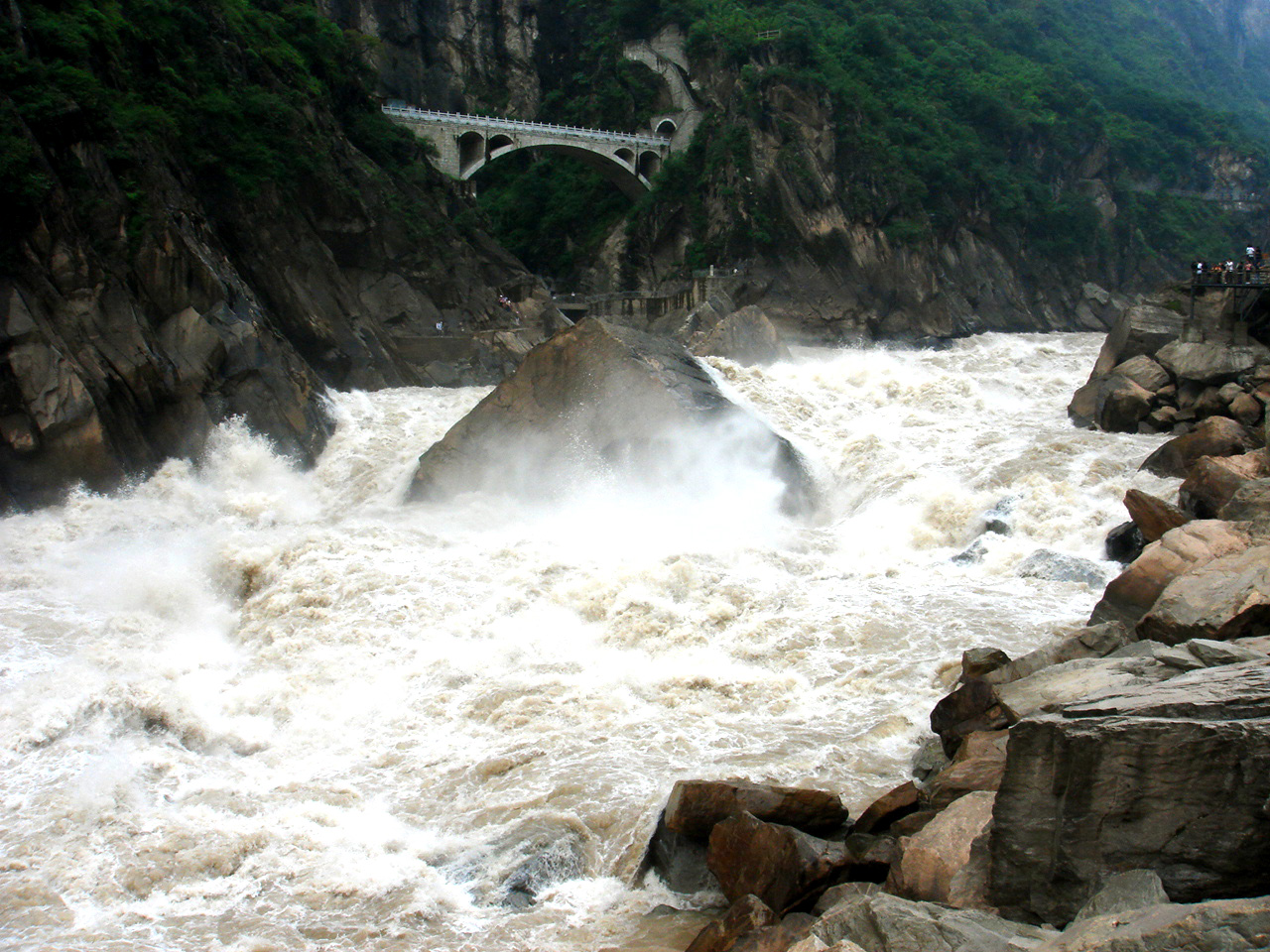
上流の金沙江。雲南省の虎跳峡

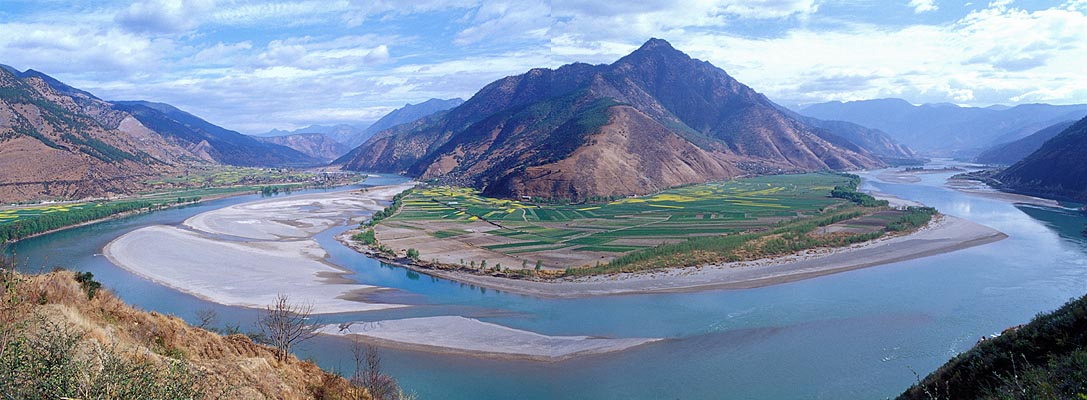
雲南省麗江市石鼓鎮で南向きから北向きへ180度流れを変える金沙江（長江第一湾）

金沙江は長江の上流部であり、青海省西南部の玉樹チベット族自治州の巴塘河口から、四川省宜賓市の岷江合流点までを指す。全長は2,308 km、流域面積は340,000 km2で、落差は3,300 mに達する。チベット語でディチュ河（ワイリー拡張方式のチベット語表記: 'bri chu）と呼ばれる川と部分的に重なる。

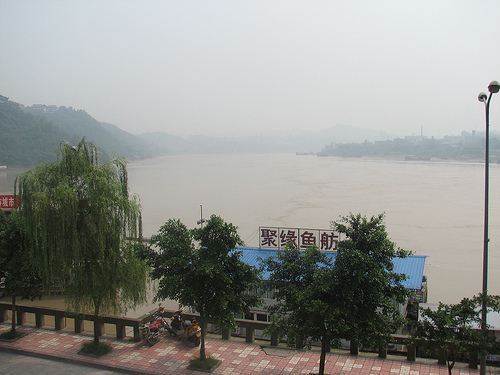
岷江と金沙江が合流し長江が始まる地点（四川省宜賓市岷江口）

青海省西部で発した後、南の崑崙山脈へ向かい、青海省とチベット（西蔵）自治区の境界をなすタンラ山脈の北麓を流れ、チベット東部のカム地方を東西に二分している。東経97度、北緯27–37度付近では、中国の行政区分でいう「西蔵」と「四川」の境界となっている。
また四川省から雲南省にかけての褶曲山脈地帯（横断山脈）では、南東へ流れる金沙江と瀾滄江（メコン川上流部）、怒江（サルウィン川上流部）がそれぞれ深い谷間を刻みながら平行に流れ、三江併流をなしている。この三江併流部分の三河川間の距離は小さく、金沙江と瀾滄江が最も接近する地点では37 kmしか離れていない。
雲南省のシャングリラ市（旧称：中甸県）から玉竜ナシ族自治県の間では、金沙江は「虎跳峡」と呼ばれる大峡谷を流れている。左岸には哈巴雪山、右岸には玉龍雪山という5,000 m級の高山がそそり立ち、川の両岸には落差2,000 mにも及ぶ断崖絶壁が迫っている。
ここまではほぼ北から南へと流れていた金沙江は、麗江市の玉竜ナシ族自治県石鼓鎮において流路をほぼ反転させ、南から北へと流れるようになる。この大蛇行は長江第一湾と呼ばれ、観光名所となっている。ここでの流路変更が地図上ではあまりに鋭角で不自然な流れであることから、河川争奪が起こり、そのまま南へと流れ紅河となっていた上流部が長江へと奪われ東へ流れるようになったという説が提唱された。この説に対する反論としては石鼓のような高度の高い高原においては河川争奪は起きにくく、また南へと続くルート上の堆積物と金沙江上流域の地質がまったく違うことや、現在の流路と地質構造線が一致していることなどが挙げられる。この長江第一湾は流路の大きな転換点であり、ここまで南へと流れていた長江はここから基本的には東流するようになる。
金沙江は攀枝花市において雅礱江を合わせる。攀枝花市は1965年に建設された新しい都市であり、攀鋼集団を中心とする鉄鋼業を基盤とする。また、攀枝花市は長江本流沿いの大都市としては最も上流に位置し、成昆線がここで金沙江を渡る。さらに東へ流れる金沙江は、山岳部を抜けて四川盆地に入り宜賓市の岷江口で岷江と合流し、長江と名を変える。

### 川江

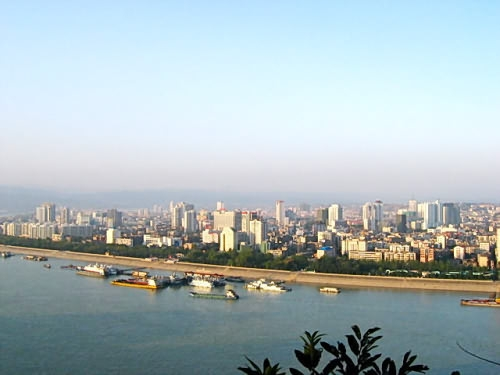
長江中流に面する湖北省宜昌市

宜賓から湖北省宜昌市まで、四川盆地や三峡を流れる長江上流は、四川を流れることから俗に「川江」と呼ばれる。険しい山岳地帯を流れてきた源流部とは違い、宜賓より下流は流れも緩やかになり、船の航行も可能となる。宜賓からは四川盆地の南縁を流れ、重慶市に達する。重慶は南西から流れてきた長江と北から流れてきた嘉陵江が合流する地点に発達した都市であり、四川盆地東部の中心都市として、また大型船舶の終着地点としても重要な役割も果たしている。三峡ダムの建設によって、それまで3,000 t級の船しか遡上できなかったのが10,000 t級の大型船舶まで重慶に航行できるようになり、河港都市としての重慶の重要性はより増した。重慶市中心部を過ぎると四川盆地は終わり、両側には険しい山岳が迫るようになる。重慶市奉節県の白帝城を過ぎると、宜昌市までの間は瞿塘峡、巫峡、西陵峡の三つの大峡谷、いわゆる三峡が120 kmにわたって続き、重慶から「長江三峡下り」を楽しむ観光客も多い。三峡の終点である宜昌市には2012年に三峡ダムが完成し、膨大な電力を生み出し流量を調節している。一方で、このダムの完成は景勝地であった三峡の風景を変化させ、また上流に住む140万人の住民は移住を余儀なくされることとなった。この三峡の終点までが、長江の上流域となっている。

### 荊江

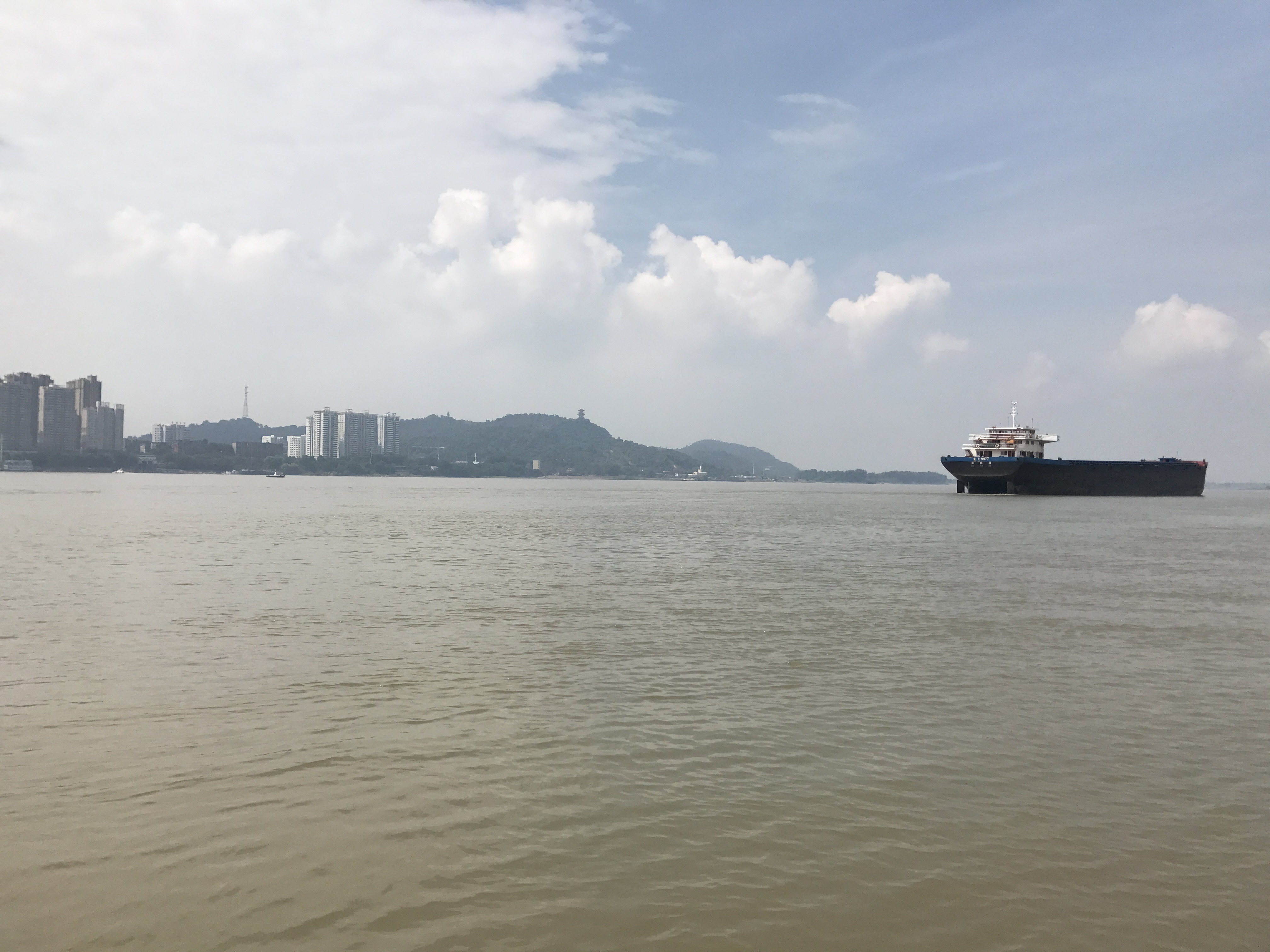
湖北省黄岡市から望む長江と対岸の鄂州市

宜昌から江西省九江市までの長江中流は、古代の荊州（湖北省一帯）を流れることから俗に「荊江」と呼ばれる。荊江は長江中下流の平原地帯を流れるために、川江よりもさらに緩やかな流れになる。古来より要衝として栄えた江陵市を過ぎ、岳陽市で長江本流は洞庭湖に接する。もっとも、江陵付近から岳陽までの間では直接の接点以外にも4本の支流が長江本流から洞庭湖へと流れ込んでおり、洞庭湖に供給される水量の半分は長江から流れ込むものである。このため、洞庭湖は長江の遊水地的役割を果たしており、増水期には通常時よりかなり面積が増大する。一方で、長江上流から流れ込む膨大な土砂と干拓は洞庭湖の面積を縮小させ続けており、現在では通常時は東・南・西の3つの湖に分かれてしまううえ、増水時の面積でも半分以下にまで減少し、鄱陽湖に抜かれてしまった。岳陽市の、長江と洞庭湖が接する地点に建てられた岳陽楼は雄大な景観で知られ、瀟湘八景のひとつにも数えられ、また杜甫や孟浩然、范仲淹などの名だたる詩人がここで多くの詩文を生み出した。
岳陽で長江本流は北東に転じ、その下流には赤壁があり、ここで208年に曹操軍と孫権・劉備連合軍の間で赤壁の戦いが起こった。そこから下流に行くと、長江は西から流れてきた漢水と合流する。この合流地点は水陸交通の交わる要衝であり、長江と漢水によって分けられた北の漢口・西の漢陽・南の武昌の3都市が発達していた。武漢三鎮と呼ばれたこの3都市は1926年に合併して武漢市となり、長江中流域最大の都市となっている。武漢で長江は南東へと転じ、江西省の九江市で再び北東へと転ずる。この九江市は鄱陽湖と長江本流との接点にある都市である。鄱陽湖は洞庭湖と同じく長江の遊水池的役割を持っているが、近年では洞庭湖と同じく面積縮小が起こっている。洞庭湖の東洞庭湖、南洞庭湖と西洞庭湖および鄱陽湖の2か所はラムサール条約に登録されている。

### 揚子江
九江から先は長江下流であり、特に江蘇省揚州市から鎮江市付近、およびそれより下流では、かつて「揚子津渡口」という渡しがあったことから「揚子江」と呼ばれていた。これが中国国外で長江を指す言葉としても用いられるようになっている。九江からは長江は北東に再び転じ、南京で東へと向かう。南京は六朝や明などの各王朝が都した古都であり、江南のみならず長江流域の政治的中心の役割を幾度となく握ってきた。南京より下流は長江の河口デルタ地域となるが、この長江の流れる江蘇省南部に銭塘江流域の浙江省北部を加えた地域は長江デルタと呼ばれ、中国総人口の10%、中国国内総生産（GDP）の22.3%（2008年）を占める中国最大の工業・経済地域となっている。そして、長江の河口に位置するのが中国最大の都市である上海である。上海は、長江水運と海運との結節点として急速に発達した都市である。河口には巨大な沖積島である崇明島が浮かんでいる。
安徽省池州市の河畔にある昇金湖、上海市崇明島東部の崇明東灘湿地および長江河口の長江口カラチョウザメ自然保護区はラムサール条約に登録されている。

## 歴史
紀元前14000年頃から長江文明と呼ばれる文明が流域に成立し、北の黄河文明と密接に関係しながら成長していったが、やがて黄河文明と融合するようになり、春秋時代には上流域に巴・蜀、中流域に楚、下流域に呉・越などの国家が成立して黄河流域の諸国家と争った。戦国時代に入ると上流域は秦、中下流域は楚が制したが、やがて秦が強大化し、紀元前223年には秦が楚を滅ぼして長江流域は全て秦の統治下に入った。以後、幾度も王朝の交代はあったものの、基本的には黄河流域と長江流域は統一王朝の下に置かれることとなった。
後漢王朝が滅亡し、222年に建業に都した呉が成立すると、280年に呉が晋に滅ぼされて一度は統一されるものの、晋王朝が八王の乱によって混乱したのち滅亡する。独自の文化が花開いた。華北が五胡十六国および北朝時代を通じて北方遊牧民族系の王朝が交代したのに対し、南朝は一貫して漢人王朝であった。
南北朝を統一した隋は黄河流域と長江流域を結合させるため、610年に大運河を完成させた。この運河によって長江と黄河は結ばれ、特に長江下流域は経済的に大発展して中国の経済的な中心地となった。唐代には既に経済の中心は長江下流域に移っており、ここを握っていたことで安史の乱によって衰退した唐王朝は乱後もなお1世紀以上存続することができた。唐が黄巣の乱によって衰退して滅亡すると、長江上流域には前蜀および後蜀、中流域には荊南および楚、下流域には呉、南唐および呉越といった国々が割拠して、黄河流域を押さえた各王朝と対立した。なかでも南唐は楚や閩を滅ぼし中原王朝と十分に対抗できる力を有していたが、後周の世宗によって958年に敗北させられ衰退した。これをきっかけに後周は強大化し、最終的に後周を継いだ宋王朝（北宋）によって長江流域の諸王朝は次々と滅ぼされ、978年には長江流域最後の独立王朝だった呉越が降伏して南北は再び統一された。1126年に北宋が金によって滅ぼされると宋は南遷し、1127年に南宋王朝が成立して再び長江流域と黄河流域は分裂した。南宋時代には長江流域の開発がさらに進められ経済的には絶頂を迎えた。長江下流域の穀物生産が伸び、「江浙熟すれば天下足る」と称されたのもこの頃のことである。やがて金を滅ぼした元が侵攻し、1279年に南宋は滅亡した。元が衰亡すると、長江流域には湖北の陳友諒、集慶（後の南京）の朱元璋（後の民の太祖洪武帝）、蘇州の張士誠の3人の群雄が並び立ったが、朱元璋が両勢力を滅ぼして長江中下流域を統一。この地方の経済力を背景に北伐を行って元を北へ追いやり、1368年に中国を統一すると集慶を応天府と改めて首都に定めた。長江流域から興った王朝が中国を統一したのはこれが唯一のことである。この明は太祖洪武帝・建文帝の2代にわたって応天府に首都を置いたが、靖難の変によって帝位を奪った永楽帝は1421年に首都を再び北京に移し、長江下流域は再び経済のみの中心地となった。明朝期には長江下流では商品作物の栽培などに重点が移って穀物生産が低下し、かわって長江中流域に穀物生産地が移動して「湖広熟せば天下足る」と呼ばれるようになった。
清の時代も19世紀半ばを過ぎると統治が緩み始め、長江流域も混乱に巻き込まれることとなった。1851年には洪秀全によって太平天国の乱が起き、1864年に滅ぼされるまで長江中下流域の広い範囲を支配下に置いた。19世紀末になると列強諸国が中国を各国の勢力範囲に分割する中、長江流域はイギリスの勢力範囲となった。1911年に武昌で武昌起義が起きたのをきっかけとして辛亥革命が起き、清朝が倒れ中華民国が成立すると首都は当初南京に置かれたが、袁世凱によってすぐに北京へと遷都された。後に蔣介石政権は南京を首都とし、日中戦争時は重慶へ疎開。第二次世界大戦後に成立した中華人民共和国は北京を首都としている。

## 気候と流域の産業
長江流域の降水量は全般に多く、年間降水量が1,000 mmを下回るところはほとんどない。源流部を除く流域の大半は温暖湿潤気候に属し、上流部や周辺部には一部温帯夏雨気候地域も存在する。黄河流域と長江流域はだいたい秦嶺・淮河線によって分割されるが、この線は年間降水量1,000 mm線とほぼ一致しており、そのためこの線の南北、すなわち黄河流域と長江流域では主穀や農作物、それを栽培する農業全般、さらには文化全般にいたるまで、様々な違いがある。黄河流域が畑作を基盤とした区域であるのに対し、長江流域は水田を基盤とし、コメを主穀として栽培する。長江流域では、果物は柑橘類を中心にしている。絶えず旅をするという意味の「南船北馬」という言葉が表す通り、長江流域では陸運よりも船などを利用した水運がどちらかといえば歴史的に盛んであった。

## 環境

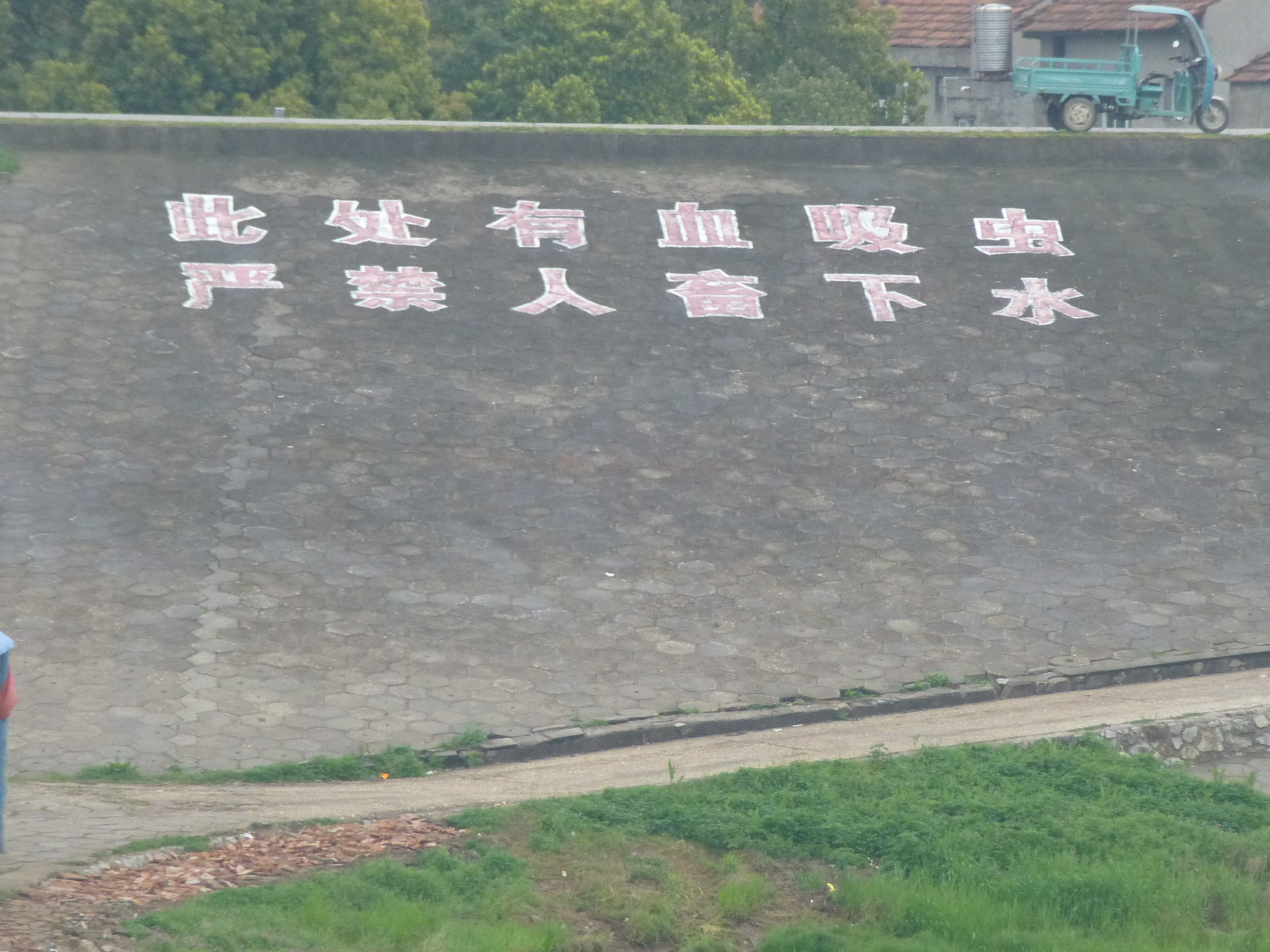
洪湖市の長江の堤防。「住血吸虫がいるため、人や家畜が水に入ることは固く禁じられている」と警告されている。

長江は全域が湿潤な地域を流れるため、半乾燥地域を流れる北の黄河に比べ流量が非常に多い。黄河では近代以降水路としての重要性が急速に低下したのと比べ、長江は現在でも交通路として極めて重要である。かつて10000トン級の大型船舶は武漢市までしか航行できなかったが、三峡ダムの建設に伴い重慶市の中心部まで10000トン級の船が遡上できるようになった。
また、豊富な水量を誇る長江に比べ、北方の黄河流域は気候も乾燥しているうえに人口に比べて水量が少なく、華北平原や北京などでは水不足が問題となっていた。これを解消するため、長江から取水して黄河流域へと水を送る南水北調計画が立案された。この計画は1952年に毛沢東が構想したものが起源であるとされるが、着工は2002年までずれこんだ。この計画では長江の取水口および北方への送水路は、西線、中央線、東線の3ルートが計画された。東線はほぼ河口部にあたる江蘇省の揚州市から取水し、大運河に沿ってポンプで揚水しながら北へ送り、黄河の下をトンネルでくぐって華北平原へ給水し、天津市まで水を送るルートである。中央線は長江中流部にそそぐ支流の漢江に丹江口ダムを建設し、ここから北へと送水する。このルートでは鄭州市で黄河を越え、華北平原西部に給水しながら北京へと到達するルートである。西線は、長江上流の通天河と支流の雅礱江、大渡河といった源流部にある諸河川にダムを建設し、巴顔喀拉山脈（バヤンカラ山脈）にトンネルを掘って、黄河上流に直接水を流し込むルートである。このルートでは黄河の水が直接増加するため、黄河上流部各省のみならず断流に苦しむ黄河自体の水量調整も期待できるルートである。しかしながら、この3ルートにはそれぞれ弱点があった。東ルートは水量は多いものの、長江の末端部分から取水するために長江の水が汚染されており、浄化に多大なコストがかかることや、地形的に水をくみ上げる必要があるため、運用コストがかかること。中央線はやや高地から取水するため自然流下で北京まで送ることができコストも安く、水質もきれいだが、水路が長大になること。西線は水量も水質も良好だが、巨大山脈を貫通するトンネルを掘らねばならず、また貴重な自然の残る長江上流域の環境を破壊することが懸念された。こうした中工事は2002年に東線、2003年に中央線が着工され、2014年には中央線が開通して送水が開始され、水が華北・北京へと送られるようになった。しかし、この計画によって長江流域の33万人の住民が移住を余儀なくされた。また、西線はその工事の難易度や環境への影響などから、いまだ着工されていない。
しかし、南水北調によって取水される長江自体も流域人口の増大や経済成長に伴い、水量の不足が懸念されるようになってきている。源流域のチベット高原では重要な水源となる湿原の消失が続いており、長江や黄河といった大河川の水量への影響が懸念されている。長江の水量は基本的に多く安定しているものの、毎年のように水害や、逆に渇水に見舞われている。1998年には大洪水が起き、8400万人以上が被災した。2007年には夏季に水害が多発した。一方、3か月後の2008年1月には干ばつによって水位は過去140年間で最低レベルに下がった。
上流域においては森林の乱伐が進み、土砂が大量に長江に流入するようになった。これにより長江の土砂量は激増し、非常に大量の土砂を運搬する黄河のようになると危惧されるようになった。1998年の長江大洪水もこの森林乱伐による上流の保水量の低下が原因として挙げられており、これ以降中国政府は上流地域において退耕還林（農地への植林）や裸地への植林を積極的に進めるようになった。
また、長江の特に下流域においては水質の悪化も深刻である。2006年に長江に排出された汚水の総量は305億トンに達し、20年前と比べると倍増している。
長江にはいくつかの固有種が生息しているが、開発の進展に伴いこれらの貴重な生物の生息環境が大幅に変化し、いくつかの種は絶滅の危機に瀕している。特に下流域に主に生息していたヨウスコウカワイルカは、2006年に6週間の調査にもかかわらず1頭も確認することができず、絶滅が懸念されている。同じく絶滅が危惧される長江のスナメリに関しては、2012年に生息数の調査が行われた。カラチョウザメも長江に生息しているが、2014年の調査では自然生殖が確認できず、絶滅の危険性が増大したと考えられている。また、ヨウスコウカワイルカ、カラチョウザメ、スナメリのほか、洞庭湖および鄱陽湖はソデグロヅル、コウノトリの生息地であり、昇金湖にはアカハジロ、ソデグロヅル、コウノトリ、ナベヅルなどが生息しており、河口一帯はヘラシギ、クロツラヘラサギ、ナベヅル、ハシナガチョウザメ、マッコウクジラなどの生息地である。
長江では約30万人が漁業に従事しているが魚類の種類・数の減少が深刻であるため、中国政府は2021年から10年間、長江を禁漁とする措置を導入している。

## 支流
- チベット、青海省

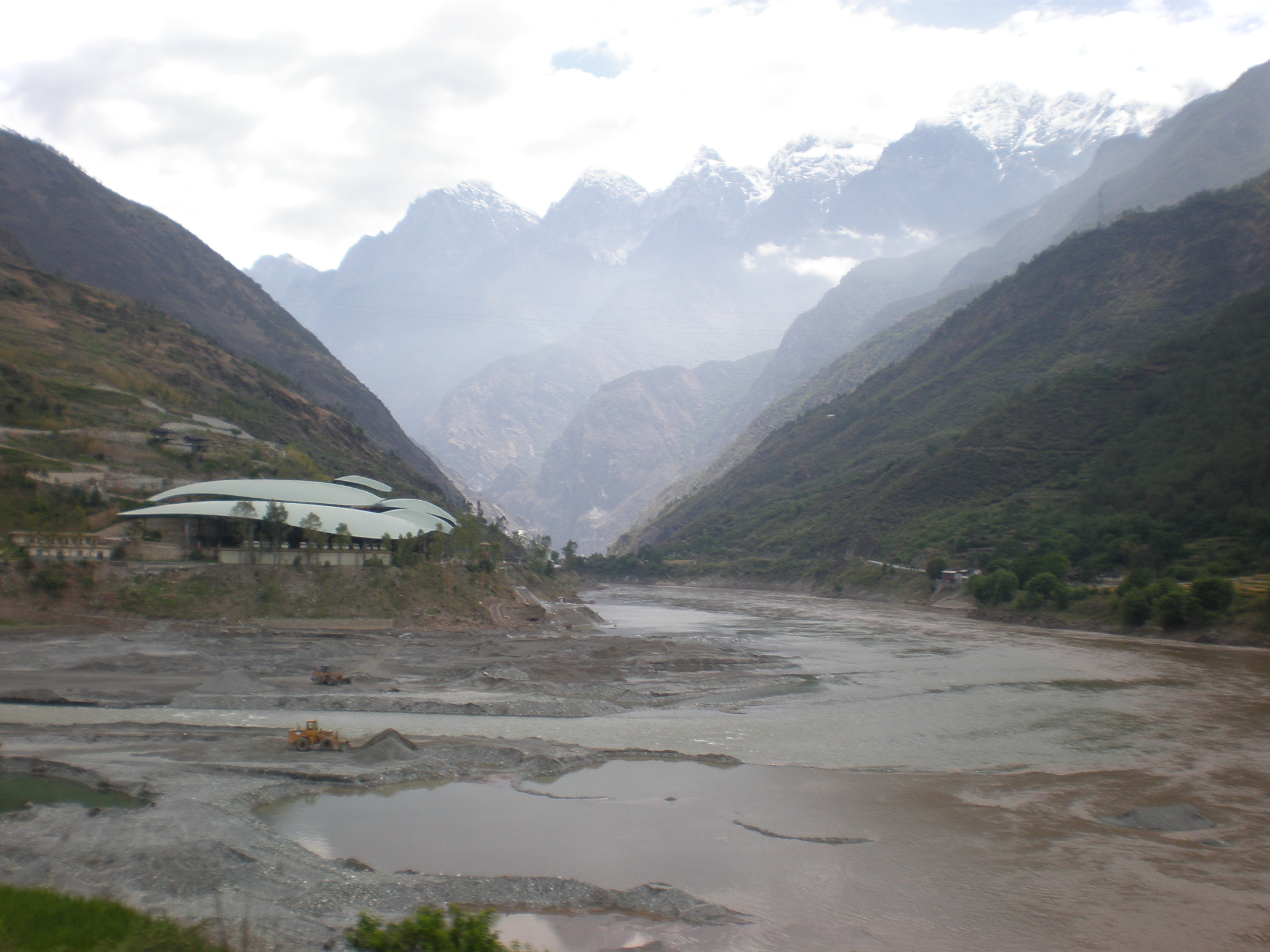
雲南の峡谷地帯を流れる金沙江

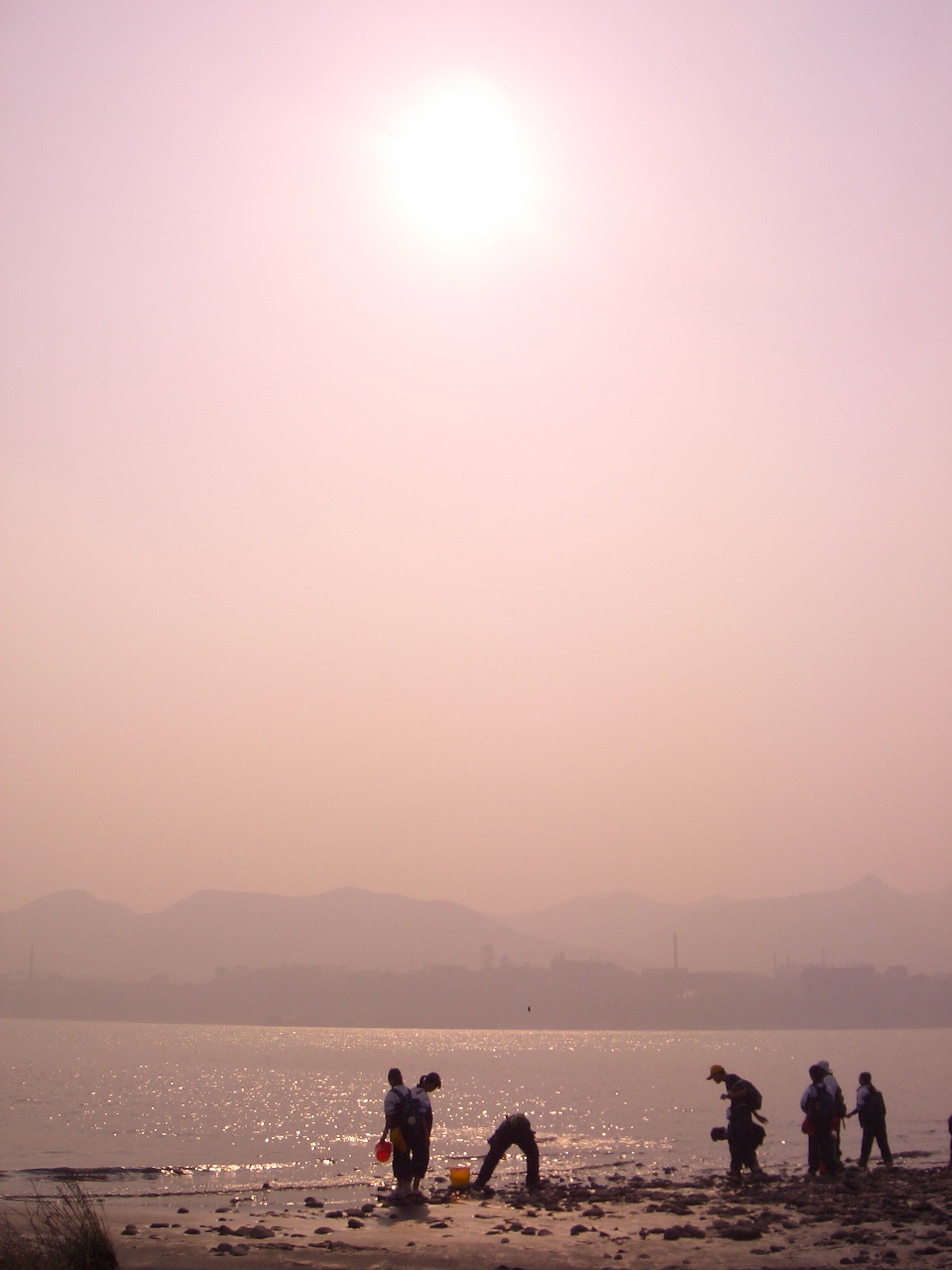
宜昌市付近の河岸

  - 長江源流（ディチュ河、通天河、金沙江） - （正源）沱沱河、（南源）当曲、（北源）楚瑪爾河
- 雲南省
  - 普渡河（普渡河）
  - 牛欄江（牛栏江）
- 四川省、貴州省、重慶市
  - 雅礱江（雅砻江）水系 - 安寧河、九龍河（中国語版）、臥龍河（中国語版）、理塘河、鮮水河
  - 岷江（岷江）水系 - 大渡河、青衣江、梭磨河（中国語版）、脚木足河（中国語版）
  - 烏江（乌江）水系 - 猫跳河（中国語版）、清水江（中国語版）、六沖河（中国語版）、洪渡河（中国語版）
  - 嘉陵江（嘉陵江）水系 - 涪江、渠江、白水江（中国語版）、白龍江（中国語版）、西漢水（中国語版）
  - 沱江（沱江）
  - 赤水河
  - 綦江（中国語版）
  - 南広河（中国語版）
- 湖北省
  - 清江
  - 漢水（汉水）水系 - 丹江（中国語版）、堵河（中国語版）、夾河、唐白河（中国語版）、南河
- 湖南省
  - 洞庭湖水系 - 湘江、沅江、資水、澧水、汨羅江
- 江西省
  - 鄱陽湖水系 - 贛江、撫河、信江、修水、饒河
- 安徽省
  - 青弋江
  - 水陽江
  - 漳河
- 江蘇省
  - 長江下流（揚子江） - 秦淮河、黄浦江、呉淞江、滁河（中国語版）、東苕渓（中国語版）、西苕渓（中国語版）

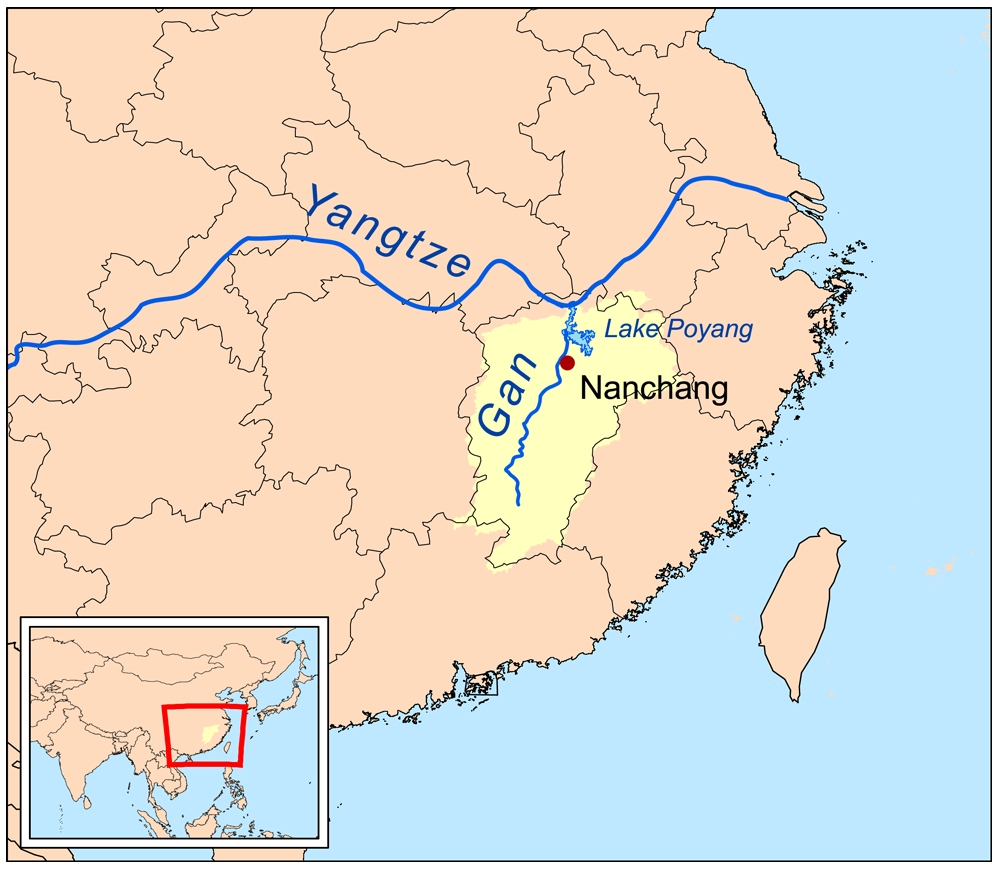
江西省を流れる贛江
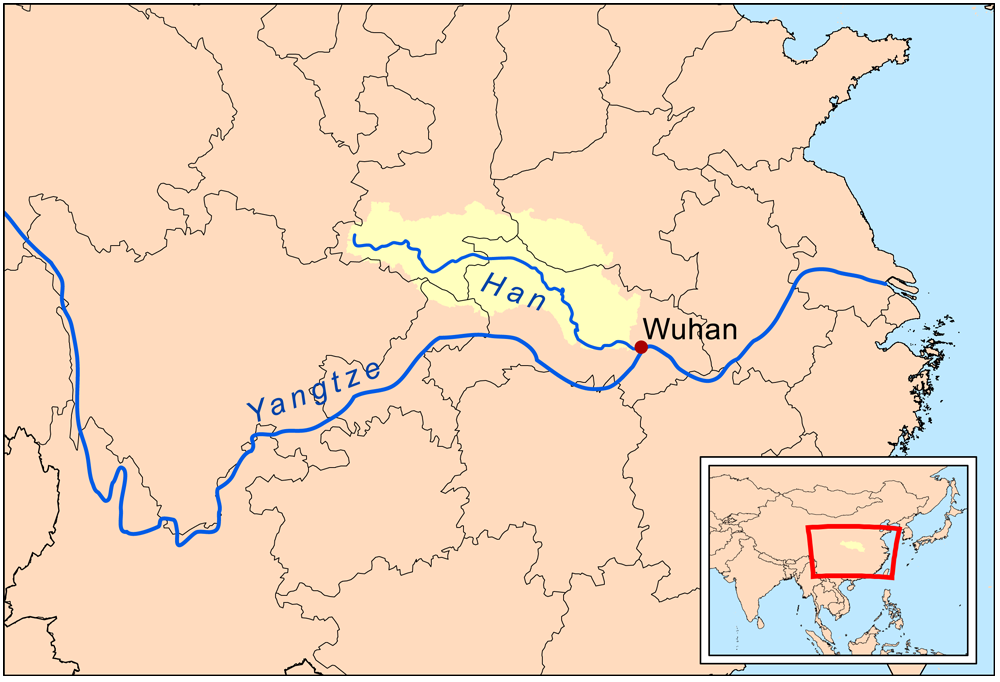
湖北省を流れる漢水
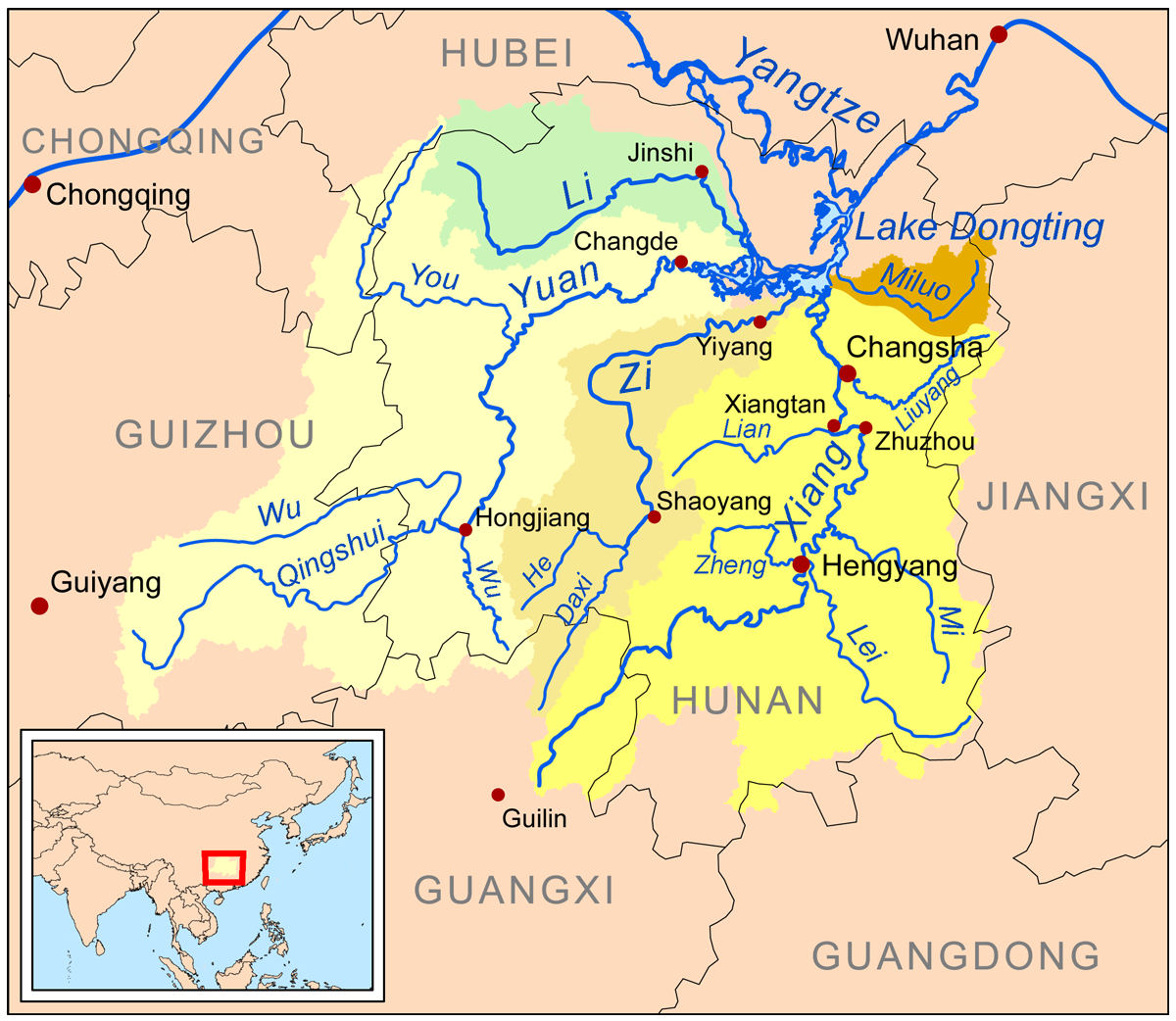
湖南省の洞庭湖水系 - 湘江、沅江、資水、澧水、汨羅江
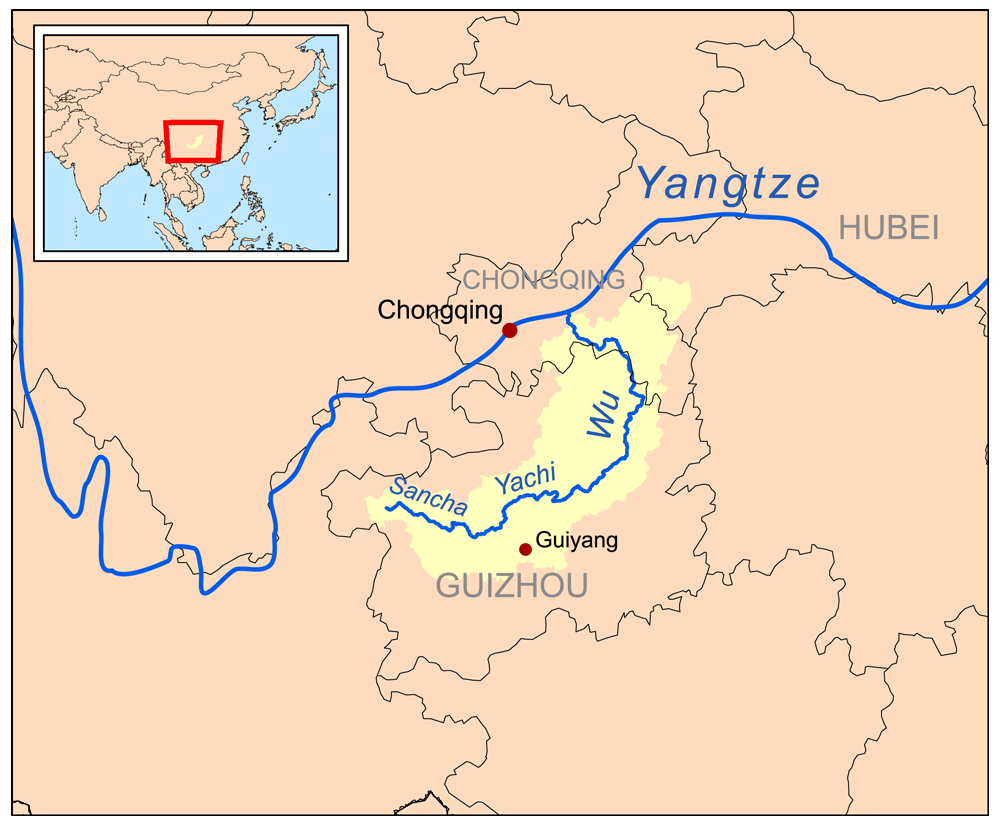
貴州省を流れる烏江
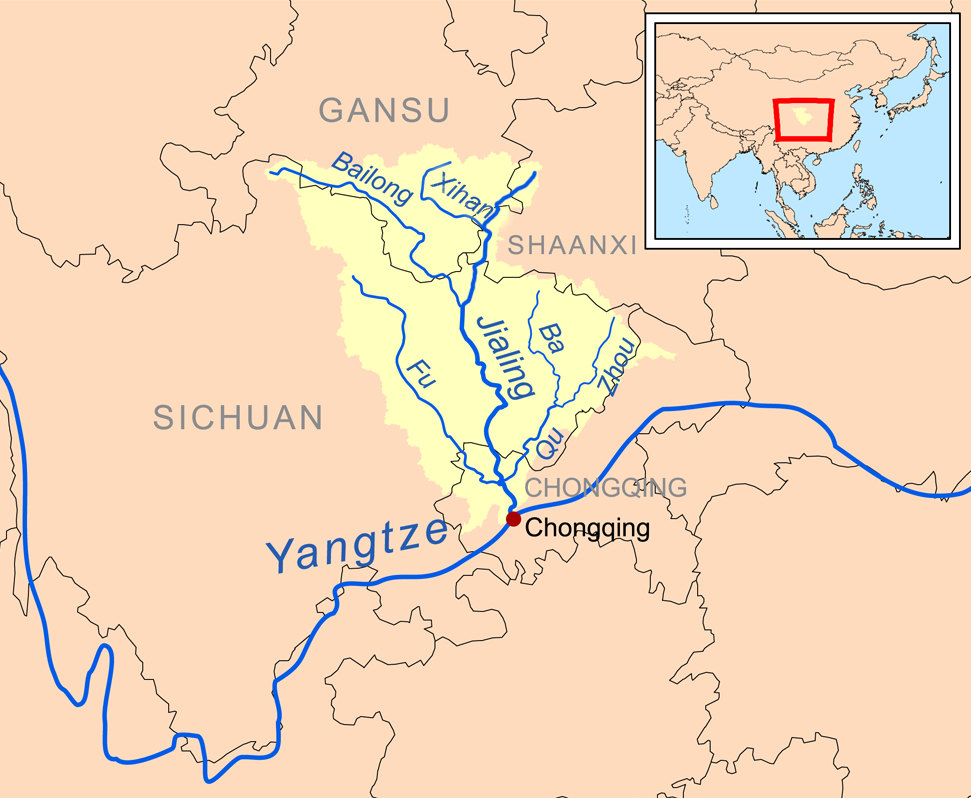
四川省東部を流れ重慶市中心部で長江にそそぐ嘉陵江
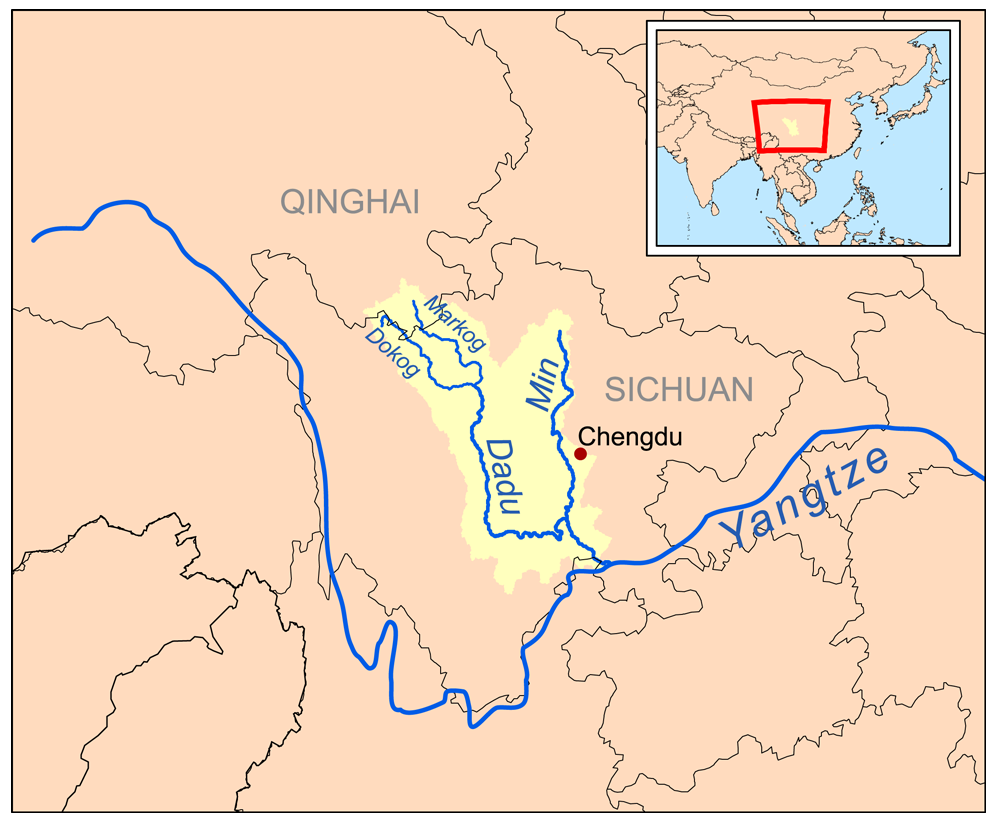
四川省中央部を流れる岷江
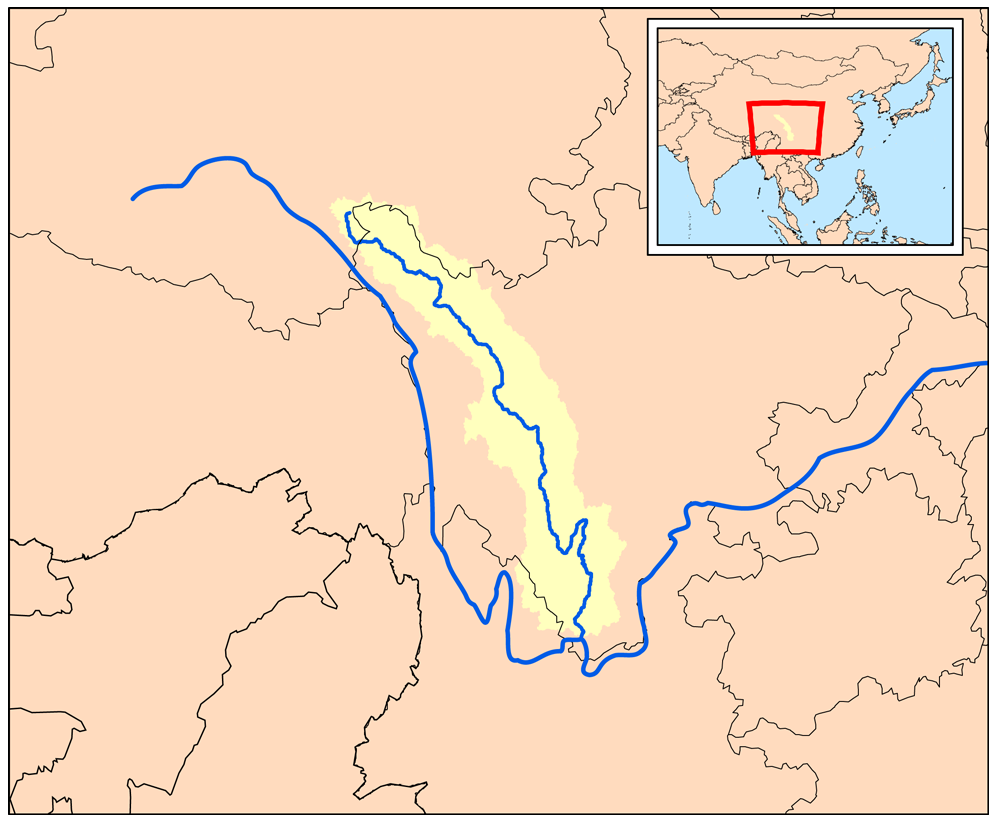
四川省西部を流れる雅礱江

## ダム
- 金安橋ダム（英語版）
- 観音岩ダム（中国語版）
- 烏東徳ダム（中国語版）
- 白鶴灘ダム（中国語版）
- 渓洛渡ダム
- 向家壩ダム（中国語版）
- 三峡ダム
- 葛洲ダム

## 橋・トンネル・渡し

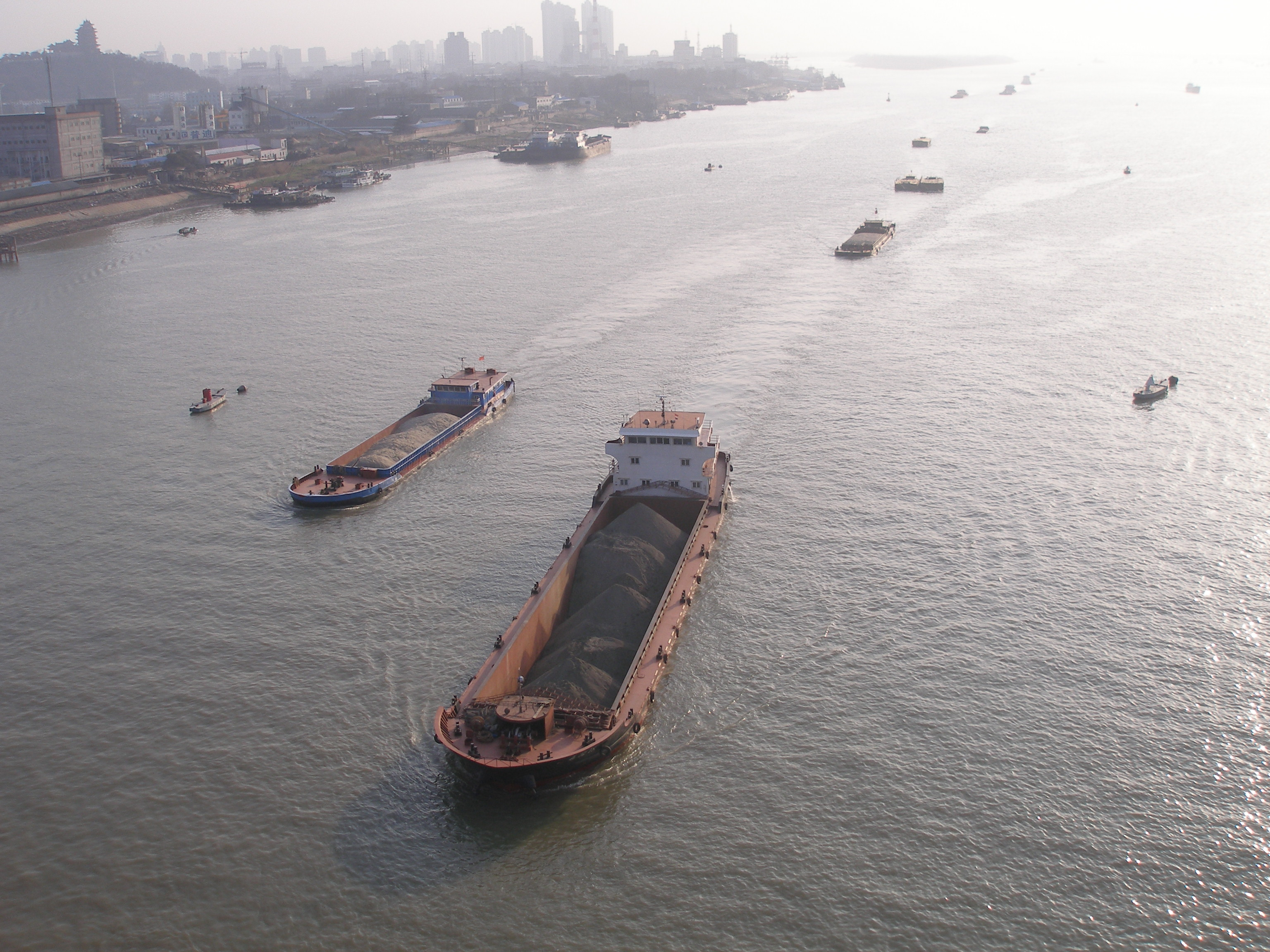
南京付近の長江を行き交う船

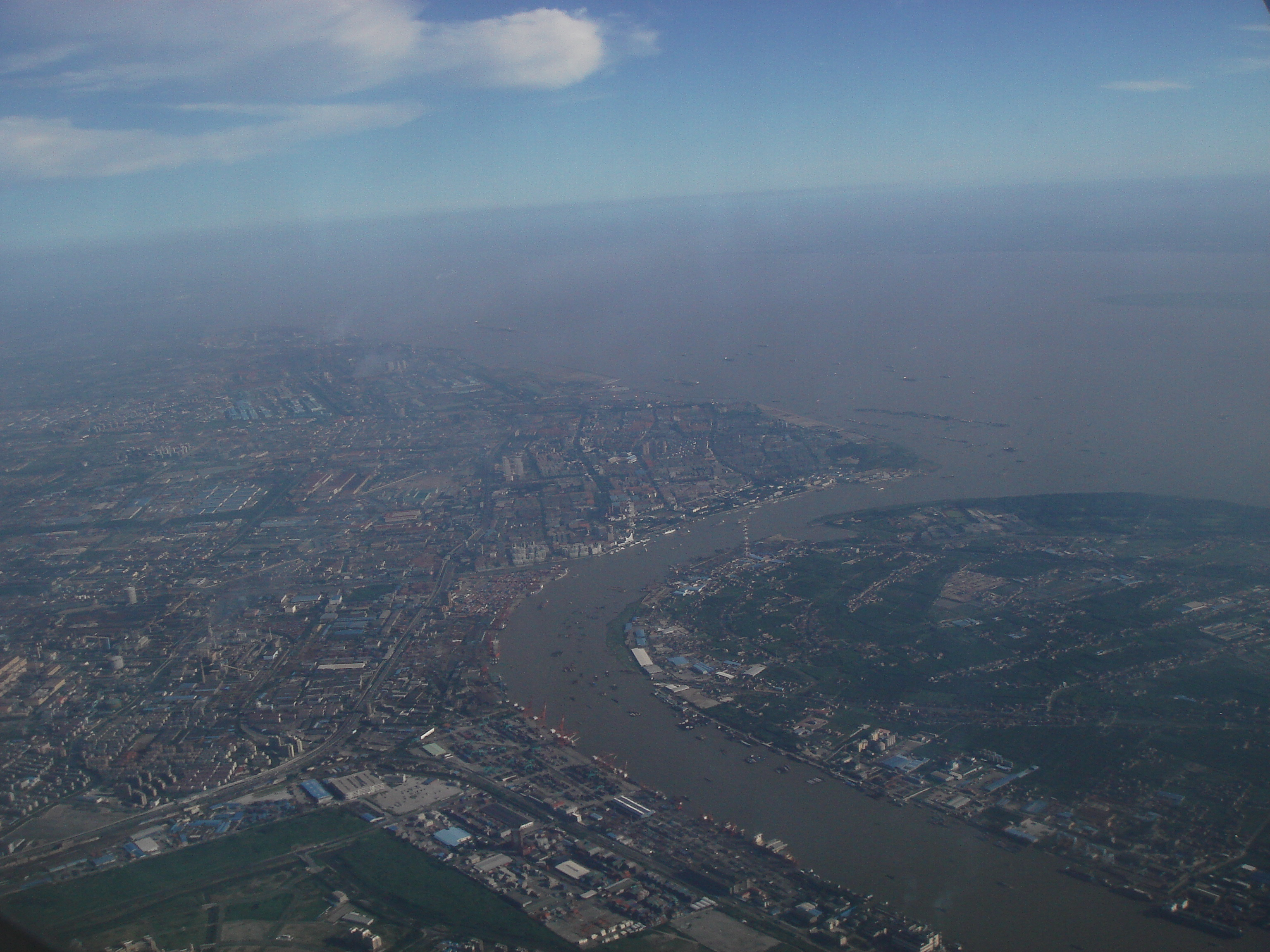
黄浦江が長江の最下流に合流する場所にある港湾地帯（上海市宝山区）

長江を渡る多数の橋、トンネル、渡しがある。主なものを、下流から上流の順に挙げる。
- 上海市
  - 上海長江トンネル（英語版） - 2009年10月31日に開通[39]
- 江蘇省
  - 蘇通長江公路大橋（南通市）2008年に開通した、中国最長の斜長橋。完成当時は世界最長だった。
  - 江陰長江大橋（中国語版）（靖江市・江陰市）
  - 常泰長江大橋（常州市・泰興市）
  - 潤揚大橋（中国語版）（鎮江市・揚州市）
  - 南京棲霞山長江大橋 (南京長江四橋)（南京市）
  - 南京長江二橋 (南京八卦洲長江大橋)（南京市）
  - 南京応天大街長江隧道（中国語版）（南京市）
  - 南京地下鉄3号線長江隧道（南京市）
  - 南京地下鉄10号線長江隧道（南京市）
  - 南京長江大橋（南京市）
  - 南京江心洲長江大橋（中国語版） (南京長江五橋)（南京市）
  - 南京大勝関公路大橋（中国語版）／南京長江三橋（南京市）
  - 南京大勝関長江大橋（鉄道）（南京市）
  - 上壩夾江大橋（中国語版）（南京市）
- 安徽省
  - 蕪湖長江大橋（中国語版）（蕪湖市）
- 江西省
  - 九江長江大橋（中国語版）（九江市）
- 武漢市
  - 武漢長江大橋 - 1957年に開通した鉄道・車道兼用橋で、長江中流以下で初めての本格的な橋。
  - 武漢長江二橋（中国語版）
  - 武漢鸚鵡洲長江大橋（中国語版） - 武漢市で8本目の長江大橋（建設中）
  - 武漢長江トンネル（中国語版） - 2008年に開通した長江を渡る初めてのトンネル[40]
- 湖北省
  - 荊門山の渡し - 李白が『渡荊門送別』で詠んだ有名な渡し。
- 重慶市
  - 朝天門長江大橋（中国語版） - 2009年に開通した、現在世界最長のアーチ橋。
- 四川省
  - 宜賓長江大橋（中国語版）（江安県、宜賓市）2008年に開通した、最上流の長江大橋。

## 観光
長江の各部分での自然景観・人工物（橋・ダムなど）の名勝で観光が行われているだけでなく、中流部の重慶から武漢までの川江では、「長江三峡下り」の観光が歴史的にも有名である。